# Tambja haidari
Tambja haidari is een slakkensoort uit de familie van de Polyceridae. De wetenschappelijke naam van de soort is voor het eerst geldig gepubliceerd in 2006 door Pola, Cervera & Gosliner.